# Zelot
Der Begriff Zelot (von altgriechisch ζηλωτής zelotes, ‚Eiferer‘; hebräisch קנאי kanai) leitet sich von der biblischen Person Pinchas ben Eleasar, einem Enkel Aarons, ab, der ein religiöser Eiferer war und mit dem Speer in der Hand „für seinen Gott eiferte“. Dies tat er, indem er einem anderen Israeliten, der sich mit einer fremden Frau eingelassen hatte, in dessen Zelt folgte und ihn und die Frau mit seinem Speer durchbohrte (Num 25,7–8 ). Im Folgenden wurden bestimmte religiöse jüdische Eiferer jahrhundertelang als Zeloten bezeichnet und werden es teilweise bis heute.

## Hauptverwendung des Begriffs
Die Zeloten waren eine von Judas dem Galiläer (hebräisch יהודה בן חזקיה Jehuda ben  Ezechias (Hezekiah)) und einem pharisäischen Rabbi oder Chacham mit dem Namen Zadok (auch: Sadduk, zu hebräisch צדיק ṣaddīq, deutsch ‚Rechtschaffener‘ oder ‚Gerechter‘) im Jahre 6 n. Chr. gegründete paramilitärische Widerstandsbewegung der Juden gegen die römische Besatzung. Im Jüdischen Krieg fielen bei der Eroberung von Jerusalem (70 n. Chr.) durch römische Legionäre viele von ihnen. Die letzten Aufständischen, die sich nach dem Fall der Stadt in die Bergfestung Masada zurückgezogen hatten, konnten sich noch bis 73 n. Chr. den römischen Legionen widersetzen. Als sie erkannten, dass sie ihren Widerstand nicht mehr aufrechterhalten konnten, beschlossen sie gemäß der Überlieferung, als freie Bürger aus dem Leben zu scheiden und warfen das Los, um zehn Männer zu bestimmen, die die Pflicht hatten, alle anwesenden Frauen und Kinder sowie ihre Kameraden und danach sich selbst zu töten.
Die Zeloten waren gewissermaßen der ‚militante Arm‘ der pharisäischen Bewegung.
Dabei war die Beziehung zwischen den Zeloten und den Pharisäern in der Zeit des Zweiten Tempels komplex, insbesondere in Galiläa, obgleich nicht eindeutig feindlich, waren sie doch aber in einem gewissen „ideologisch-religiösem Gegensatz“ zueinander. Beide Gruppen waren religiös und politisch stark engagiert, aber ihre Herangehensweisen und Prioritäten bzw. Ziele unterschieden sich erheblich.

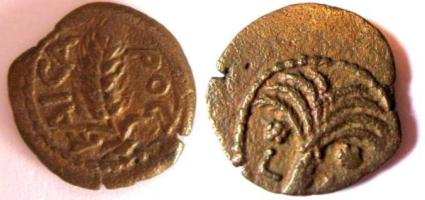
Münze von Coponius, dem ersten Gouverneur (Praefectus) der Provinz Iudaea, um 6 n. Chr. Itamar Atzmons Sammlung.

Die Zeloten traten vermehrt in das politische Geschehen ein, als der Zensus, der von der römischen Militärverwaltung in der Provinz Judäa erhoben werden sollte und vom ersten Statthalter Coponius und dem syrischen Legaten Publius Sulpicius Quirinius eingezogen wurde, den allgemeinen Widerstand in der Bevölkerung akzentuierte. Mit dem Jahr der Amtsübernahme in Judäa musste Publius Sulpicius Quirinius das Steuerwesen der neuen Präfektur reorganisieren. Dazu war es notwendig, die steuerpflichtige Bevölkerung in Listen zu erfassen.
Zum Widerstand gegen diese Maßnahme riefen ein Pharisäer namens Sadduk (auch: Zadok) und ein aus den Golanhöhen stammender Mann namens Judas auf. Dieser Judas (Apg 5,37 ), wahrscheinlich ebenfalls ein Pharisäer und Schriftgelehrter, wird auch Judas der Galiläer genannt. Beide Männer waren u. a. die Anführer dieser Gruppierung in Israel.

## Zeloten im Byzantinischen Reich
- In der byzantinischen Geschichtsschreibung des 8. und 9. Jahrhunderts werden als Zeloten die Angehörigen des unversöhnlichen Flügels der Bilderverehrer bezeichnet, die jeglichen Kompromiss mit den Bilderfeinden ablehnten. Als ihr Führer galt um 787 Theodoros von Studios.
- Ebenfalls in der byzantinischen Geschichtsschreibung taucht der Begriff nochmals als Eigenbezeichnung einer Gruppe radikaler Politiker auf, die in Thessaloniki 1342–49/50 eine Stadtrepublik und eine autonome „Revolutionsregierung“ errichtet hatten. Ihre Führer waren Michael und Andreas Palaiologos, ihre Hauptstützen bildeten die Seeleute, Unterstützung kam von den Bauern der Umgebung. Gegner der Zeloten waren die sogenannte Magnatenpartei um Johannes VI. Kantakuzenos und die Hesychasten, innerhalb der Zeloten rivalisierten die Kaufleute und antioligarchische Kräfte miteinander. Die 1343 gestürzte Fraktion der Kaufleute versuchte unter Führung des Johannes Apokaukos, der Michael Palaiologos getötet hatte, 1345 vergeblich, die Macht zurückzuerobern. Die radikalen Zeloten unter Andreas Palaiologos folgten fortan einem sozialpolitischen Reformprogramm, das auch Enteignungen besitzender Schichten und eine blutige Gewaltherrschaft mit sich brachte. Diese größte Volksbewegung des späten Byzantinischen Reiches wurde 1349 mit Hilfe türkischer Truppen niedergeschlagen.

## Weitere Bedeutungen
In der deutschen Bildungssprache wird die Bezeichnung Zelot heute manchmal auch allgemein für einen Eiferer oder Fanatiker verwendet, jedoch nach wie vor üblicherweise für einen religiös motivierten.
Im Zusammenhang mit dem sogenannten Synkretistischen Streit werden die orthodoxen Lutheraner (als eine der beiden Streitparteien) als Zeloten bezeichnet.

## Bekannte Zeloten
- Simon Zelotes
- Eleasar ben Ja’ir
- Menachem
- Judas Galilaeus
- Judas Iskariot (nicht belegt)